# Preußischer 2481 und 2482
Die preußischen Triebwagen 2481 und 2482 waren zwei Triebwagen für den elektrischen Versuchsbetrieb auf der Wannseebahn zwischen Berlin Wannseebahnhof und Zehlendorf Mitte in den Jahren 1900 bis 1902. Die Wagen wurden aus vorhandenen dreiachsigen Abteilwagen für den elektrischen Betrieb umgebaut und nach Beendigung des Versuchs wieder in den Ursprungszustand zurückversetzt.

## Geschichte
Um das Jahr 1900 boten einige Unternehmen der Elektrobranche der preußischen Staatsbahn die Elektrifizierung der Berliner Stadt-, Ring- und Vorortbahnen an, um die Vorzüge des elektrischen Betriebs demonstrieren zu können. Die Staatsbahn stellte für den Versuch die Neue Wannseebahn zwischen dem Wannseebahnhof in Berlin und dem Bahnhof Zehlendorf Mitte zur Verfügung. Die zwölf Kilometer lange Strecke wurde 1891 als erste Strecke im Großraum Berlin für den reinen Vorortbetrieb errichtet und hatte sechs Stationen. Für den Versuchsbetrieb wurde die Bahn mit Stromschienen ausgerüstet. Für den Versuch wurde ein Zug, bestehend aus zwei Abteil-Triebwagen mit dazwischengestellten Personenwagen ,zusammengestellt, der im Grundaufbau dem Wagenzug der dampfbespannten Wannseebahnzüge entsprach. Der Zug mit einer Gesamtmasse von 193 Tonnen fiel um rund 25 Tonnen leichter aus als ein vergleichbarer Dampfzug. Neben den beiden dreiachsigen Triebwagen, die an der Zugspitze und am Zugschluss liefen, umfasste der Zug vier dreiachsige Abteilwagen 2. Klasse, drei dreiachsige Abteilwagen 3. Klasse sowie einen zweiachsigen Abteilwagen 3. Klasse. Am 1. August 1900 nahm die preußische Staatsbahn den Versuchsbetrieb auf. Der Zug lief im Fahrplan der Dampfzüge, sodass keine Fahrzeitverkürzung eintrat. Insgesamt verkehrte der Zug 15-mal täglich. Am 1. Juli 1902 endete der Betrieb; Wagen und Anlagen wurden anschließend in den Ursprungszustand zurückversetzt.

Triebwagen 2481
Triebwagen 2482

## Aufbau
Die beiden für den Versuchsbetrieb eingesetzten Abteilwagen wurden aus dem bestehenden Wagenpark entnommen und entsprechend umgerüstet. Das Eisenbahn-Ausbesserungswerk Tempelhof verstärkte das Tragwerk und die Achsen zur Aufnahme der elektrischen Komponente. Jede Achse wurde von einem Reihenschlussmotor angetrieben; die Motoren waren untereinander dauerhaft parallel geschaltet. Die Anker der Motoren waren auf der Achse festgekeilt. Die zweiteiligen Statoren waren bei einem Triebwagen über eine Hebelanordnung ungefedert am Wagenunterboden befestigt, beim anderen Triebwagen hingegen über Federn am Untergestell befestigt. Die Übertragung der Zugkräfte erfolgte über die Tragfedern auf das Untergestell, sodass die freien Lenkachsen beibehalten werden konnten. Jeder Fahrmotor konnte beim Anfahren mit 200 Ampère belastet werden; bei einer Motorklemmspannung von 600 Volt lag die Kurzzeitleistung beider Triebwagen bei 720 Kilowatt.
Die Triebwagen hatten jeweils einen Führerstand. Die fünffenstrige Front ermöglichte einen freien Blick auf die Strecke. Der Fahrschalter befand sich mittig und verfügte über zwei Schaltwalzen. Die rechte Schaltwalze diente zur Steuerung, die links zur Geschwindigkeitsregelung. Die Steuerwalze umfasste sechs Schaltstufen:
- Stellung 1: vorwärts mit beiden Triebwagen
- Stellung 2: vorwärts mit Triebwagen an der Zugspitze
- Stellung 3: vorwärts mit Triebwagen am Zugschluss
- Stellung 4: Bremsen mit Triebwagen an der Zugspitze
- Stellung 5: rückwärts mit Triebwagen an der Zugspitze
- Stellung 6: aus

Im Zugbetrieb lief der vordere Triebwagen in Stellung 1, der hintere Triebwagen in Stellung 6. Bei der Vielfachsteuerung ermöglichte in Stellung 6 die Schaltung der Motoren im Endtriebwagen auf Rückwärtsfahrt. Beim Anfahren wurden die beiden Motorgruppen zuerst in Serie, bei Erreichen einer bestimmten Geschwindigkeit dann parallelgeschaltet. Die Verbindung erfolgte über eine Steuerleitung. Die Vorschaltwiderstände waren auf dem Wagendach sowie unter dem Wagenboden angeordnet. Beim Anfahren wurden nur die Widerstände des führenden Triebwagens benutzt.
Ein Elektromotor steuerte den Hauptluftbehälter für die Druckluftbremse. Bei Absinken des Drucks in der Hauptluftleitung unter 6,5 Bar schaltete dieser automatisch ein und stellte sich bei 8 Bar wieder ab. Die Bremsanordnung entsprach den üblichen Personenwagen, die Leitungen mussten lediglich um die Motorblöcke gelegt werden. Neben der Druckluftbremse hatten die Triebwagen eine Handbremse sowie eine über den Fahrschalter zu bedienende Kurzschlussbremse.
Zur Beheizung der Wagen war im Triebwagen 2481 ein Kessel für die Dampfheizung eingebaut.
Die Stromentnahme erfolgte über eine seitliche, von oben bestrichene Stromschiene. Die Stromabnehmer waren Gleitschuhe, die über Federn an jeder Achsbuchse der Triebwagen befestigt waren. Mittels imprägnierter Hölzer waren die Stromabnehmer von den Achsbuchsen isoliert. Vom Gleitschuh lief der Stromfluss über eine Kupferleitung zur oberen Stromabnehmerplatte und von dort aus zur Stromabnehmerleitung, die den gesamten Zug untereinander verband.